# Албери (Фиренца)
Албери (итал. Alberi) је насеље у Италији у округу Фиренца, региону Тоскана.
Према процени из 2011. у насељу је живело 77 становника. Насеље се налази на надморској висини од 110 м.